# Francisco Javier Gómez
Francisco Javier Gómez är en ort i Mexiko.   Den ligger i kommunen Altotonga och delstaten Veracruz, i den sydöstra delen av landet, 200 km öster om huvudstaden Mexico City. Francisco Javier Gómez ligger 1 850 meter över havet och antalet invånare är 401.
Terrängen runt Francisco Javier Gómez är huvudsakligen kuperad, men norrut är den bergig. Runt Francisco Javier Gómez är det ganska tätbefolkat, med 149 invånare per kvadratkilometer. Närmaste större samhälle är Atzalan, 2,2 km öster om Francisco Javier Gómez. I omgivningarna runt Francisco Javier Gómez växer huvudsakligen savannskog.